# Платина (гидроакустическая станция)
«Платина» (МГ-335) — советская корабельная поисковая гидроакустическая станция кругового обзора и целеуказания. Предназначалась для обнаружения подводных лодок, торпед и морских якорных мин. Относилась к числу гидроакустических комплексов второго поколения.
Разработка ГАС была начата в 1967 году (главный конструктор Л. Д. Климовицкий), принята на вооружение ВМФ СССР в 1975 году. Антенна станции монтировалась в подкильном обтекателе (бульбе) корабля. Гарантированная дальность обнаружения подводных целей — 1-2 км, максимально возможная дальность обнаружения (при нормальных гидрологических условиях) — 10 — 15 км. Дальность обнаружения в режиме эхопеленгования — 25—30 км, а в режиме шумопеленгования — 4—6 км, дальность обнаружения мин и торпед — 3,0 км. «Мёртвая зона» обнаружения составляла 1,5 — 2,0 км.